# Eryngium wanaturi
Eryngium wanaturi là một loài thực vật có hoa trong họ Hoa tán. Loài này được Woronow mô tả khoa học đầu tiên năm 1917.